# 不甘寂寞
不甘寂寞，是臺灣男歌手兼唱作人張宇的第十四張專輯，在2004年正式發行。
2004年－【不甘寂寞】由喜得製作，EMI發行。
- 01.最勇敢的季節

- 02.不甘寂寞

- 03.餘興節目

- 04.玩味

- 05.命

- 06.情人知己

- 07.毀類

- 08.消耗

- 09.幸福的滋味（專輯裏唯一一首由十一郎填詞的歌曲）

- 10.變了

- 11.天地 （中國中央電視台電視劇《滄海百年》主題曲）

- 12.不醒夢(與王美蓮合唱/電視劇《大漢天子II》片尾曲)

- 13.不甘寂寞(伴奏版)

- 14.最勇敢的季節(伴奏版)

- 15.毀類(伴奏版)